# Cuneatinae
Cuneatinae es una subfamilia de foraminíferos bentónicos de la Familia Hormosinidae, de la Superfamilia Hormosinoidea, del Suborden Hormosinina y del Orden Lituolida. Su rango cronoestratigráfico abarca el Holoceno.

## Discusión
Clasificaciones previas incluían Cuneatinae en el Suborden Textulariina o en el Orden Lituolida sin diferenciar el Suborden Hormosinina,

## Clasificación
Cuneatinae incluye a los siguientes géneros:
- Acostata
- Cuneata
- Sulcophax
- Warrenita

Otros géneros inicialmente asignados a Cuneatinae y actualmente clasificados en otras subfamilias y/o familias son:
- Bireophax †, ahora en la Subfamilia Polychasmininae
- Polychasmina †, ahora en la Subfamilia Polychasmininae
- Psammolingulina †, ahora en la Familia Glaucoamminidae

Otro género considerado en Cuneatinae es:
- Oblidolina, aceptado como Cuneata